# جاك ولف (كاتب أغاني)
جاك ولف (بالإنجليزية: Jacques Wolfe) هو كاتب أغاني أمريكي، ولد في 29 أبريل 1896، وتوفي في 22 يونيو 1973.

## وصلات خارجية
- جاك ولف على موقع ميوزك برينز (الإنجليزية)
- جاك ولف على موقع قاعدة بيانات برودواي على الإنترنت (الإنجليزية)